# NIAI RK-I

3面図

NIAI RK-I（Раздвижное крыло-истребитель:拡大翼 - 戦闘機）は1930年代のソビエト連邦のNIAI (Naoochno-Issledovatel'skiy Aero-Institoot - scientific test aero-institute)で開発された実験機である。串型に配置された2つの幅の狭い主翼の間を潜望鏡式に伸縮する翼で覆って、翼面積を変化させるという構想の機体であったが飛行することなく終わった。
グリゴリー・バクシャエフが設計した。高速飛行のために、翼面積を小さく、例えば離着陸時のような低速時には翼面積を大きくするという試みのひとつであった。100馬力の複座の実験機RKで、人力で翼を伸縮する実験を行った後、高速の戦闘機型の計画がされた。串型の2対の翼をガイドにして、15に分けられて入れ子構造になった翼のユニットが、油圧で繰り出されて翼面積を約2倍にすることができた。エルロンは後方の固定の翼に設けられた。
胴体は軽合金のセミモノコック構造で、主脚は胴体に収納された。エンジンは機首に置かれたが空気抵抗を減らすためにラジエターは機体後部におかれ、ダクトで冷却する空気を取り込む構想であった。この計画は独裁者ヨシフ・スターリンの興味をひき、試作が開始されたが、1938年、スターリンの命令でエンジンを開発中のより強力な1600馬力のVK-106を搭載することになった。機体は改造され1940年初めに完成するが、エンジンは完成することなく飛行することはなかった。

## 諸元
- 乗員： 1名
- 全長： 8.8 m
- 全幅： 8.2 m
- 翼面積： 11.9 から 28 m2
- 自重： 3,100 kg